# 第59回オールスター競輪
第59回オールスター競輪（だいごじゅうきゅうかいオールスターけいりん）は、2016年8月11日から15日まで、松戸競輪場（333mバンク）にて開催された、競輪のGI競走である。
正式名称は、平成28年熊本地震被災地支援競輪 第59回オールスター競輪。
今回から8月（お盆）の開催となった。

## 決勝戦

### 競走成績
- 8月15日（月）[2]
- 誘導員…鈴木裕（千葉）[3]

| 着 | 車番 | 選手     | 登録地 | 級 班 | 着差    | 決まり手 | 上がり (秒) | H/B | 特記 |
| -- | ---- | -------- | ------ | ----- | ------- | -------- | ----------- | --- | ---- |
| 1  | 3    | 岩津裕介 | 岡山   | S1    |         | 差し     | 9.6         |     |      |
| 2  | 5    | 稲垣裕之 | 京都   | SS    | 1/4車輪 | 捲くり   | 9.8         | B   |      |
| 3  | 8    | 中村浩士 | 千葉   | S1    | 1/2車身 |          | 9.5         |     |      |
| 4  | 7    | 武田豊樹 | 茨城   | SS    | 1/2車身 |          | 9.5         |     |      |
| 5  | 2    | 平原康多 | 埼玉   | SS    | 1/4車輪 |          | 9.6         |     |      |
| 6  | 4    | 木暮安由 | 群馬   | S1    | 1車身   |          | 9.4         |     | 同着 |
| 6  | 9    | 新田祐大 | 福島   | SS    | 1車身   |          | 9.3         |     | 同着 |
| 8  | 6    | 菅田壱道 | 宮城   | S1    | 4車身   |          | 9.5         |     |      |
| 9  | 1    | 村上義弘 | 京都   | SS    | 大差    |          |             | H   |      |

### 配当金額
| 枠番二連勝 | 複式   | 3=4   | 690円    |
| 枠番二連勝 | 単式   | 3-4   | 2,760円  |
| 車番二連勝 | 複式   | 3=5   | 730円    |
| 車番二連勝 | 単式   | 3-5   | 3,020円  |
| 三連勝     | 複式   | 3=5=8 | 2,560円  |
| 三連勝     | 単式   | 3-5-8 | 16,580円 |
| ワイド     | ワイド | 3=5   | 330円    |
| ワイド     | ワイド | 3=8   | 1,580円  |
| ワイド     | ワイド | 5=8   | 800円    |

### レース概略
村上の先行で、稲垣が最終1コーナーから番手発進。岩津がゴール寸前で稲垣を捉え、GI初制覇を果たした。稲垣は2着。4コーナーで中村が中割りを試みた中村は、地元GIの決勝で3着に入り健闘した。

## 特記事項
- 松戸競輪場でのオールスター競輪開催は、前年に続き2年連続2回目。

- 「あの熱き時代を思い出せ!」の大会キャッチフレーズ[5]。前年と同様に「南関レディース[6]」の限定復活や、懐かしの選手入場BGM・ファンファーレ使用など[7]、オールドファンを（も）意識したコンセプトだった。名輪会トークショーや滝澤正光トークショーなどのイベントも。ドリームレースは新田恵利（元おニャン子クラブ）が、決勝戦は山本リンダが、それぞれ表彰式の花束贈呈を担当[8]。

- 前年と異なり、決勝戦の地上波中継はなかったが、代替としてBS日テレ[注 1][注 2]で最終日の16:00 - 16:55に、「第59回オールスター競輪（GI）決勝戦 〜パンサーの「競輪中継」in松戸〜」が放送された[9][10]。進行は佐藤さやか、ゲストは稲村亜美、解説は岡本新吾、実況は筒井大輔（レース映像はCS中継を制作した東京電設工業のものを使用）。

- 目標額は前年度同様の115億円だったが、五日間の総売上は107億2067万3900円。お盆開催に移行した開催だったが、昨年比は95.9％に終わった[11][12][13]。

### 競走データ
- リオデジャネイロオリンピックと時期が重なるため、日本選手団の中川誠一郎・渡邉一成・脇本雄太は出場せず。

- グレード制施行後のGIでは初めて、九州勢が一人も準決勝進出できなかった大会となった[14]。

- 決勝メンバー中、菅田壱道は今回がGI初優出となった[15]。